# Ducado de Saxe-Gota-Altemburgo
O Ducado de Saxe-Gota-Altemburgo (em alemão: Herzogtum Sachsen-Gotha-Altenburg) foi um histórico estado localizado na Turíngia de hoje, na Alemanha. Ele foi criado de maneira nominal em 1672, quando Frederico Guilherme III, o último Duque de Saxe-Altemburgo, morreu, e Ernesto I, Duque de Saxe-Gota (casado com a prima de Frederico Guilherme, Isabel Sofia) herdou todas as suas possessões.
Era comum que os ducados ernestinos se unissem e se separassem; o ducado combinado de Ernesto foi dividido novamente depois de sua morte, em 1675, e o Ducado de Saxe-Gota-Altemburgo oficialmente veio a existir com o término dessa divisão e com a acessão de seu filho mais velho, Frederico, em 1680, à subdivisão centralizada em volta de Gota e Altemburgo.
Quando a Casa de Saxe-Gota-Altemburgo extinguiu-se em 1825, Saxe-Gota foi dado a Saxe-Coburgo-Saalfeld e Saxe-Altemburgo passou para o duque de Saxe-Hildburghausen, que em troca passou seu próprio domínio ao Ducado de Saxe-Meiningen. 
Depois da abolição das monarquias germânicas, no final da Primeira Guerra Mundial, tanto Saxe-Gota como Saxe-Altemburgo tornaram-se parte do estado recentemente criado da Turíngia, em 1920.

## Duques de Saxe-Gota-Altemburgo
- Ernesto I, "o Piedoso" (1640-1675), herdou Saxe-Altemburgo em 1675.
- Frederico I (1675-1691), filho do antecessor; primeiro a usar o título Duque de Saxe-Gota-Altemburgo.
- Frederico II (1691-1732), filho.
- Frederico III (1732-1772), filho.
- Ernesto II (1772-1804), filho.
- Augusto (1804-1822), filho.
- Frederico IV (1822-1825), irmão.

Dividiu-se entre Saxe-Coburgo-Saalfeld e Saxe-Hildburghausen.